# 三芳郵便局
三芳郵便局（みよしゆうびんきょく）
- 埼玉県入間郡三芳町にある郵便局。本記事にて記述する。
- 千葉県南房総市にある郵便局。局番号は05199。
- 愛媛県西条市にある郵便局。局番号は61063。

三芳郵便局（みよしゆうびんきょく）は埼玉県入間郡三芳町にある郵便局。民営化前の分類では集配普通郵便局であった。

## 概要
住所：〒354-8799 埼玉県入間郡三芳町藤久保320

## 沿革
- 1872年8月4日（明治5年7月1日） - 大井郵便取扱所として開設[1]。
- 1875年（明治8年）1月1日 - 大井郵便局（五等）となる。
- 1885年（明治18年）10月1日 - 貯金取扱を開始。
- 1899年（明治32年）11月1日 - 為替取扱を開始。
- 1955年（昭和30年）9月1日 - 鶴瀬簡易郵便局の廃止に伴い、取扱業務を承継[2]。
- 1964年（昭和39年）2月16日 - 所沢下富郵便局から和文電報配達業務の一部[3]を移管。
- 1964年（昭和39年）12月1日 - 特定郵便局から普通郵便局に局種別改定。
- 1965年（昭和40年）8月31日 - 電話交換および和文電報配達事務を大井電報電話局に移管。
- 1967年（昭和42年）4月3日 - 入間郡大井町から同郡三芳村に移転するとともに、三芳郵便局に改称。
- 1985年（昭和60年）3月 - 局舎新築。
- 1993年（平成5年）7月5日 - 入間郡大井町の集配業務を上福岡郵便局に移管[4]。
- 1999年（平成11年） - 外国通貨の両替および旅行小切手の売買に関する業務取扱を開始。
- 2007年（平成19年）10月1日 - 民営化に伴い、併設された郵便事業三芳支店に一部業務を移管。
- 2012年（平成24年）10月1日 - 日本郵便株式会社発足に伴い、郵便事業三芳支店を三芳郵便局に統合。

## 取扱内容
- 郵便、印紙、ゆうパック、内容証明
- 貯金、為替、振替、振込、国際送金、外貨両替・トラベラーズチェック、国債、投資信託
- 生命保険、バイク自賠責保険、自動車保険、変額年金保険
- ゆうちょ銀行ATM
- 富士見市内および入間郡三芳町内の集配業務
- ゆうゆう窓口

## 周辺
- 三芳町立藤久保小学校
- 国道254号

## アクセス
- 東武東上線 鶴瀬駅（西口）から徒歩約10分
- ライフバス 三芳郵便局前停留所下車
- 関越自動車道 所沢ICから北へ約5km、三芳スマートICから東へ約4km
- 駐車場あり：33台